# Freaky Tales
Pour plus de détails, voir Fiche technique et Distribution.
Freaky Tales est un film américain écrit et réalisé par Anna Boden et Ryan Fleck et sorti en 2024.
Cette comédie dramatique dépeint quatre histoires interconnectées se déroulant dans des lieux réels et lors d'événements historiques réels survenus en 1987 à Oakland, en Californie.

## Synopsis
À Oakland en 1987, une tempête surnaturelle se prépare au-dessus de la ville, attirant de nombreux étrangers. Les punks adolescents défendent leur territoire contre les skinheads néonazis. Au même moment, un duo de rap se bat pour l'immortalité du hip-hop. Un homme de main fatigué voit une chance de se racheter, tandis qu'un All-Star de la NBA règle un vieux compte.

## Fiche technique
- Titre original :  Freaky Tales
- Réalisation et scénario : Anna Boden et Ryan Fleck
- Musique : Raphael Saadiq
- Photographie : Jac Fitzgerald
- Montage : Robert Komatsu
- Costumes : Neishea Lemle
- Direction artistique : Susan Alegria
- Production : Anna Boden, Ryan Fleck, Poppy Hanks et Jelani Johnson

Producteur délégué : Too $hort, Charles D. King, James Lopez, Victor Moyers et David Weintraub
- Sociétés de production : Entertainment One et MACRO
- Distribution : Lionsgate (États-Unis)
- Pays de production :  États-Unis
- Langue originale : anglais
- Format : couleur
- Genre : comédie dramatique
- Durée : 106 minutes
- Dates de sortie :
  - États-Unis : 18 janvier 2024 (festival de Sundance), 4 avril 2025 (en salles)

## Distribution
- Pedro Pascal (VF : Loïc Houdré) : Clint
- Ben Mendelsohn : The Guy
- Angus Cloud : Travis
- Jack Champion : Lucid
- Keir Gilchrist :
- Ji-young Yoo : Tina
- Jay Ellis : Eric Floyd
- Dominique Thorne : Barbie
- Normani : Entice
- Andrew Roach :
- Mike Infante : Nick
- Rasmus Toyra :
- Tom Hanks : l'employé du Video Store
  -  Source et légende : version française (VF) sur RS Doublage[1]

## Production
En août 2022, il est annoncé qu'Anna Boden et Ryan Fleck vont écrire et réaliser le film, basé sur des souvenirs d'enfance du second à Oakland en Californie dans les années 1980. Ce projet constitue une célébration de la culture de la ville. Rappeur originaire d'Oakland, Too $hort participe au projet comme producteur exécutif. En novembre 2022, Pedro Pascal, Ben Mendelsohn et Jay Ellis sont annoncés à la distribution, qui comprendra également des personnalités notables de la région d'Oakland,. L'actrice Ji-young Yoo rejoint le film le mois suivant.
Le tournage débute le 14 novembre 2022 et s'achève le 12 janvier 2023 à Oakland. Les prises de vues ont notamment lieu sur la Telegraph Avenue,,.

## Sortie et accueil

### Festival
Le film est présenté en première le 18 janvier 2024 au festival du film de Sundance.